# 데이트스
《데이트: 런던》(영어: Dates)은 2013년 방영된 영국의 텔레비전 드라마이다.